# S5-HVS1
S5-HVS1は、1755 km/sと、2019年11月時点で最も速く動いていることで知られるA型主系列星である。南天のつる座の中にあり、地球からは、約29000光年離れている。
S5-HVS1は、銀河中心にある超大質量ブラックホールのいて座A*が相互作用した後に、銀河系からはじき出されたとされている。もともとは、連星の一部で、これが超大質量ブラックホールに潮汐破壊された結果、放出されたものである可能性がある。この場合、この恒星は銀河から飛び出し、w:Hills mechanismの状態にある恒星の最初の事例になる可能性がある。
この恒星は、Southern Stellar Stream Spectroscopic Survey (S5)の一環として、カーネギーメロン大学の物理学の准教授セルゲイ・コポソフが発見した。名前は、高速度星(Hypervelocity stars, HSV)に由来する。